# 施羅伊瑟阿赫河 (薩拉赫河支流)
47°46′16″N 12°55′40″E / 47.771169°N 12.927915°E

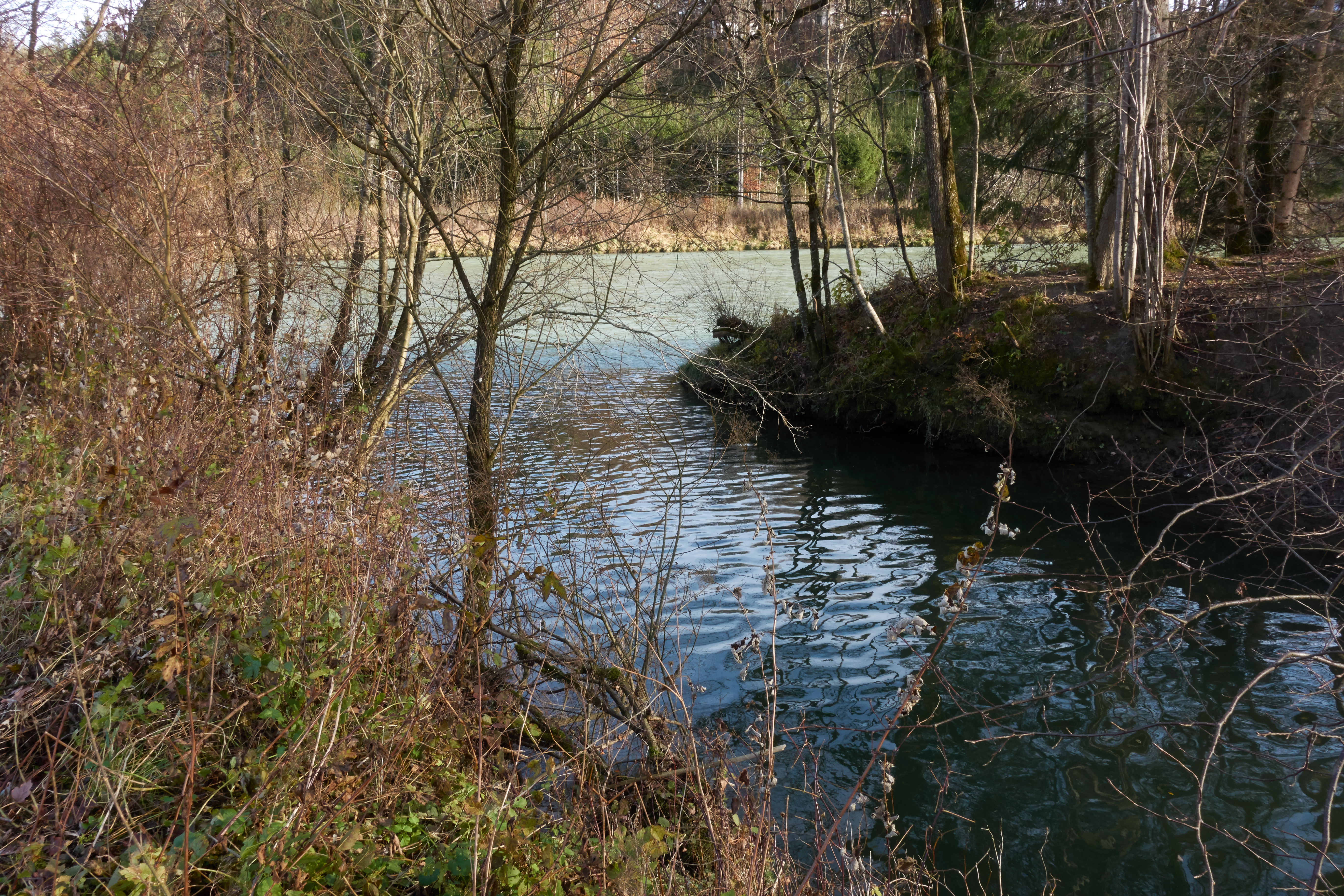

施羅伊瑟阿赫河是德國的河流，位於該國東南部，由巴伐利亞負責管轄，屬於薩拉赫河的左支流，河道全長16.1公里，流域面積52.8平方公里。